# 金武然
金 武然（キム・ムヨン、朝鮮語: 김무연、1921年10月1日 - 2019年11月8日）は、大韓民国の官僚、政治家。第20代江原道（現・江原特別自治道）知事、第15代慶尚北道知事などを歴任した。
本貫は新安東金氏。

## 経歴
日本統治時代の慶尚北道安東郡出身。安東農林学校卒。いずれも官選の聞慶郡守、盈徳郡守、金陵郡守、大邱市長、第20代江原道知事（1978年2月15日 - 1978年12月15日）、第15代慶尚北道知事（1978年12月26日 - 1981年4月7日）、釜山直轄市長を歴任した。1965年の金陵郡守時代には農耕地整理事業を全国で初めて行い、この事業はその後朴正熙大統領の指示により全国的に行われた。慶尚北道知事在任中は八公山を道立公園に指定した。また、安東MBC社長、大邱MBC社長も務めた。
2019年に死去。享年99。